# Teia (protoplaneta)

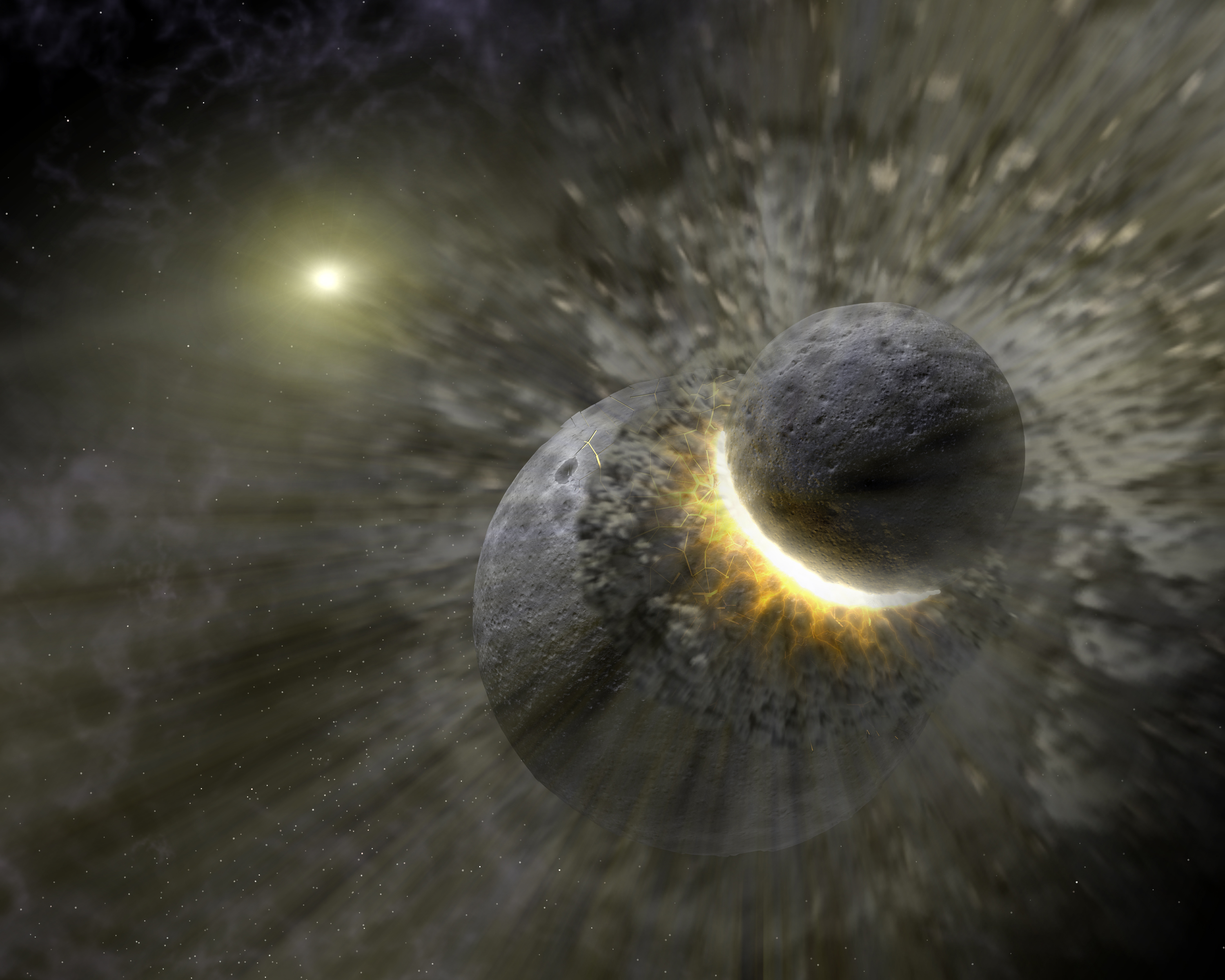
Representació de l'impacte de dos planetesimals

Teia (també conegut com a Orfeu) fou un planeta hipotètic del sistema solar primerenc, que -segons la hipòtesi del gran impacte- va col·lidir amb la proto-Terra fa aproximadament 4.500 milions d'anys. Els models de l'impacte indiquen que les restes de la col·lisió es van reunir al voltant de la Terra donant lloc a l'actual Lluna. Segons aquesta hipòtesi, Teia era un asteroide troià terrestre de la mida de Mart i d'una massa d'uns 6-6.5*1023 Kg.
El nom Teia deriva de la mitologia grega: Teia (o Tia) era una titànide que va donar a llum Selene, deessa de la lluna i germana d'Hèlios (el Sol) i d'Eos (l'aurora).

## Hipòtesi
La principal raó de la majoria dels científics i especialistes per a adoptar aquesta teoria és que, comparativament amb les llunes dels diferents planetes del sistema solar, la nostra és molt més gran que la mitjana i la seva distància de la Terra és menor que l'existent entre els altres planetes i les seves llunes. Això podria indicar que el sistema Terra-Lluna no es va formar per la intercepció d'un cos celeste per la força gravitatòria de la Terra, com sí que és el cas de la majoria de llunes petites d'altres planetes.

### Òrbita i origen

Animació que mostra com l'òrbita de Teia va deixar de ser estable per acabar impactant amb la Terra

Es creu que Teia va orbitar als punts de Lagrange L₄ o L₅ del sistema Terra-Sol, on tendiria a romandre. Segons aquesta hipòtesi, hauria crescut potencialment fins a una mida comparable a la de Mart al moment de la col·lisió. Les pertorbacions gravitacionals de Venus podrien haver estat les responsables d'acabar provocant que Teia abandonés el punt de Lagrange on romania de forma estacionària, per entrar en un curs de col·lisió amb la Terra primerenca.

## Nomenclatura
Realment no es pot qualificar Teia com a planeta seguint la definició formal d'aquest terme: un planeta ha de ser l'objecte gravitacionalment dominant de la seva òrbita. Teia no ho hauria fet, ja que la proto-Terra se situava en una òrbita propera. Tanmateix, el sistema Terra-Teia podria ser considerat com un inicial sistema de planetes coorbitals, i en aquest cas el terme planeta podria ser utilitzat per als dos cossos en absència de precisió per aquest cas específic (o considerant com precisa, però tallant absurdament la definició actual); en el «pitjor» dels casos, Teia seria avui considerat com un «planeta nan».